# Tim Severin
Tim Severin (Assam, 25 settembre 1940 – Cork, 18 dicembre 2020) è stato uno scrittore ed esploratore irlandese, noto per il suo impegno nel ripercorrere i famosi viaggi di personaggi storici.

## Biografia
Nel 1960, all'epoca studente universitario, Severin cercò di ripercorrere la rotta di Marco Polo in motocicletta, con Stanley Johnson e  Michael de Larrabeiti. Il tentativo falli per problemi ai visti di ingresso alla frontiera della Cina.
In seguito Severin ricreò un certo numero di viaggi famosi per determinare quanto delle storie leggendarie sia basato su un'esperienza reale.
Per indagare la leggenda di Sinbad, Severin costruì un'imbarcazione tradizionale araba cucita con spago di palma da cocco, con la quale partì da Oman in direzione della Cina. Il viaggio, finanziato dal sultano di Oman, è descritto nel libroThe Sinbad Voyage.
Il suo The Brendan Voyage, del 1978, racconta i dettagli della sua ricostruzione del viaggio di un monaco irlandese che aveva viaggiato dall'Irlanda fino a Terranova in una piccola currach, tradizionale imbarcazione irlandese  in legno e pelle.

## Riconoscimenti
Severin  ha ricevuto la Gold Medal della Royal Geographical Society e la Livingstone Medal della Royal Scottish Geographical Society. Ha ricevuto il Thomas Cook Travel Book Award per il suo The Sinbad Voyage del 1982.

## Opere

### Romanzi
- Serie vichinga
  - Il vichingo (Odinn's Child), Piemme, 2005. ISBN 8838475598 / Corriere della sera, 2013 ISSN 1828-0501 (WC · ACNP) col nome di Il Vichingo: il figlio di Odino
  - La vendetta del vichingo (Sworn Brother), Piemme, 2006. ISBN 88-384-7600-4
  - L'ultimo guerriero, (King's Man) Piemme, 2007. ISBN 978-88-384-7610-5
- Hector Lynch
  - La rotta dei corsari (Corsair), Nord, 2009. ISBN 978-88-429-1598-0
  - Il bucaniere della Giamaica (Buccaneer), Nord, 2010. ISBN 978-88-429-1619-2
  - Il mare degli inganni (Sea Robber), Nord, 2011. ISBN 978-88-429-1709-0

### Libri di viaggio
- Il viaggio del Brendano (The Brendan Voyage) (1978) Arnoldo Mondadori, 1978
- The Sinbad Voyage (1983)
- The Jason Voyage: The Quest for the Golden Fleece (1986)
- Tracking Marco Polo (1986)
- Il viaggio di Ulisse: sulle tracce dell'Odissea (The Ulysses Voyage) (1987) Delfino, 1993 ISBN 8871380754
- Il crociato: a cavallo verso Gerusalemme (Crusader: by Horse to Jerusalem) (1989) Delfino, 1996 ISBN 8871381033
- In Search of Genghis Khan (1991)
- The China Voyage (1994)
- The Spice Islands Voyage (1997)
- Sulle tracce di Moby Dick (In Search of Moby Dick) (1999) Feltrinelli, 2000 ISBN 8871081609
- Seeking Robinson Crusoe (2002)